# Gazit-Globe
Gazit-Globe är ett internationellt fastighetsbolag med huvudkontor i Tel Aviv i Israel. Bolaget är en av världens största ägare av köpcentrumfastigheter och äger fastigheter direkt eller via indirekta investeringar i joint ventures eller fonder i 20 länder till ett värde av cirka 125 miljarder kronor.

## Historia
Gazit-Globe bildades i Israel 1982. Sedan 1991 kontrolleras bolaget av dess nuvarande styrelseordförande Chaim Katzman. Bolaget är noterat på Tel Aviv Stock Exchange och New York Stock Exchange.
Bolaget är stor investerare i börsnoterade fastighetsbolag som amerikanska First Capital Realty och Equity One, Holländsk/Österrikiska Atrium ERE och finska Citycon. Därutöver direktägs via egna dotterbolag fastigheter i Israel, på Balkan och i Tyskland, USA, Kanada samt Brasilien.